# Стив Джаксън
Стив Джаксън (на английски: Steve Jackson) е британски дизайнер на игри, писател, пишещ ревюта за игри и съосновател на британското издателство за игри „Геймс Уъркшоп“.

## Биография
Роден е на 20 май 1951 година в Олтрингъм, Великобритания. Започва кариерата си в бранша на игрите през 1974 година като журналист на свободна практика за „Геймс & Пъзелс магазин“. В началото на 1975 година заедно с училищните си приятели Джон Пийк и Иън Ливингстън основава компанията „Геймс Уъркшоп“. Бизнесът им успешно се развива.
През 1980 година Джаксън и Ливингстън започват да развиват концепцията за поредицата от книги-игри „Битки безброй“ (Fighting Fantasy), първа от които е публикуваната през 1982 година „Магьосникът от Огнената планина“ (The Warlock of Firetop Mountain) от „Пъфин Букс“.:с. 46 Джаксън и Ливингстън се разделят да пишат множество томове поотделно, а с появата на други автори се добавят още книги към поредицата. Стив Джаксън пише значителната четиритомна поредица „Магьосничества!“ (Steve Jackson's Sorcery!), поддържаща същата бойна система като „Битки безброй“, но докато последната цели главно детска аудитория, то „Магьосничества!“ търси по-възрастна публика. Джаксън и Ливингстън отдават популярността на книгите-игри на тяхната трудност. По-късно продават част от бизнеса си.
Стив Джаксън се наема да пише ревюта за игри, а по-късно участва в създаването на британското студио за игри „Лайънхед студиос“ заедно с Питър Молиню. Джаксън напуска студиото през 2006 година, когато то е закупено от „Майкрософт“. Той е почетен професор в университета „Брюнел“ в Лондон, където преподава теория на дигиталните игри и дезайн.
Стив Джаксън често бива бъркан със своя съименник, американеца Стив Джаксън, също дизайнер на игри и писател на книги-игри, включително за поредицата „Битки безброй“.

## Трудове

### Книги
- The Warlock of Firetop Mountain (1982) с Иън Ливингстън, Puffin Books
- Sorcery! 1–4 (1983–85), Puffin Books
- The Citadel of Chaos (1983), Puffin Books
- Starship Traveller (1984), Puffin Books
- House of Hell (1984), Puffin Books
- Fighting Fantasy: The Introductory Role-playing Game (1984), Puffin Books
- Appointment with F.E.A.R. (1985), Puffin Books
- The Tasks of Tantalon (1985), Oxford University Press
- Creature of Havoc (1986), Puffin Books
- The Trolltooth Wars (1989), Puffin Books
- Secrets of Salamonis (2022), Scholastic

### Видео игри
- Lost Eden (1995), Virgin Interactive
- Close Combat: Invasion – Normandy (2000), Strategic Simulations, Inc.
- Fighting Fantasy: The Warlock of Firetop Mountain (2001), Laughing Jackal
- The Movies (Premiere Edition) (2005), Activision
- Fighting Fantasy: The Warlock of Firetop Mountain (2009), Big Blue Bubble
- Sorcery! 1 – The Shamutanti Hills (2013), Inkle
- Sorcery! 2 – Kharé – Cityport of Traps (2013), Inkle
- Sorcery! 3 – The Seven Serpents (2015), Inkle
- Sorcery! 4 – The Crown Of Kings (2016), Inkle

## Биография
1. 1 2  Jackson, Steve. Hobby Games: The 100 Best.   Green Ronin Publishing, 2007. ISBN 978-1-932442-96-0. с. 365–368.
2. ↑  Livingstone, Ian. Editorial //  Owl and Weasel (3).   Games Workshop, April 1975. с. 2.
3. 1 2  Shannon Appelcline. Designers & Dragons.   Mongoose Publishing, 2011. ISBN 978-1-907702-58-7.
4. 1 2  Plant, Mike. Interview: Steve Jackson, role-playing game titan //  The Register.   6 June 2013. Посетен на 25 August 2014.
5. ↑  Capper, Andy. Steve Jackson & Ian Livingstone //  Vice.    Архивиран от оригинала на 26 August 2014. Посетен на 25 August 2014.
6. ↑  Dredge, Stuart. Steve Jackson talks F.I.S.T. – the first interactive telephone role playing game //  The Guardian.   23 January 2014. Посетен на 25 August 2014.